# Буассьё, Пьер де
Пьер де Буассьё (фр. Pierre de Boissieu; 14 июня 1945, Париж) — французский дипломат и посол, генеральный секретарь Секретариата Совета ЕС в 2009-2011 годах.

## Биография
С октября 1999 года по 30 ноября 2009 года де Буассьё был заместителем Хавьера Соланы.
1 декабря 2009 года вступил во вновь созданную должность генерального секретаря Совета ЕС. До вступления в силу 1 декабря Лиссабонского договора Совет Европейского союза возглавлял верховный представитель ЕС по общей внешней политике и безопасности. После реформы органов власти была учреждена должность высокого представителя по международным делам и безопасности, которую возглавила Кэтрин Эштон. Должность же де Буассьё стала, по мнению наблюдателей, «„контролером“ со стороны государств ЕС за деятельностью Эштон».
Де Буассьё пробыл на должности до 26 июня 2011 года, когда его сменил Уве Корсепиус.

## Награды
- офицер ордена Почётного легиона (10 июня 2002)
- командор ордена Почётного легиона (13 июля 2010)[5]